# 邹忠新
邹忠新（1924年—2013年5月13日），男，四川安县人，中国四川金钱板演员，第四届中国曲艺牡丹奖终身成就奖得主，国家级非物质文化遗产项目金钱板代表性传承人。

## 生平
邹忠新自幼父母雙亡，隨叔父到灌县。5歲時，叔父病逝，開始四處乞討維生。曾師從孙洪云學習金钱板。在7歲時又隨杨永昌（孙洪云的师傅）學習金钱板。
歷任成都市曲艺队副队长，成都市曲艺团副团长、艺术指导，中国曲艺家协会四川分会副主席。
2013年5月13日因病去世，享年89岁。

## 獲獎
- 2006年，获得中国曲艺牡丹奖终身成就奖[4]。